# Clytia

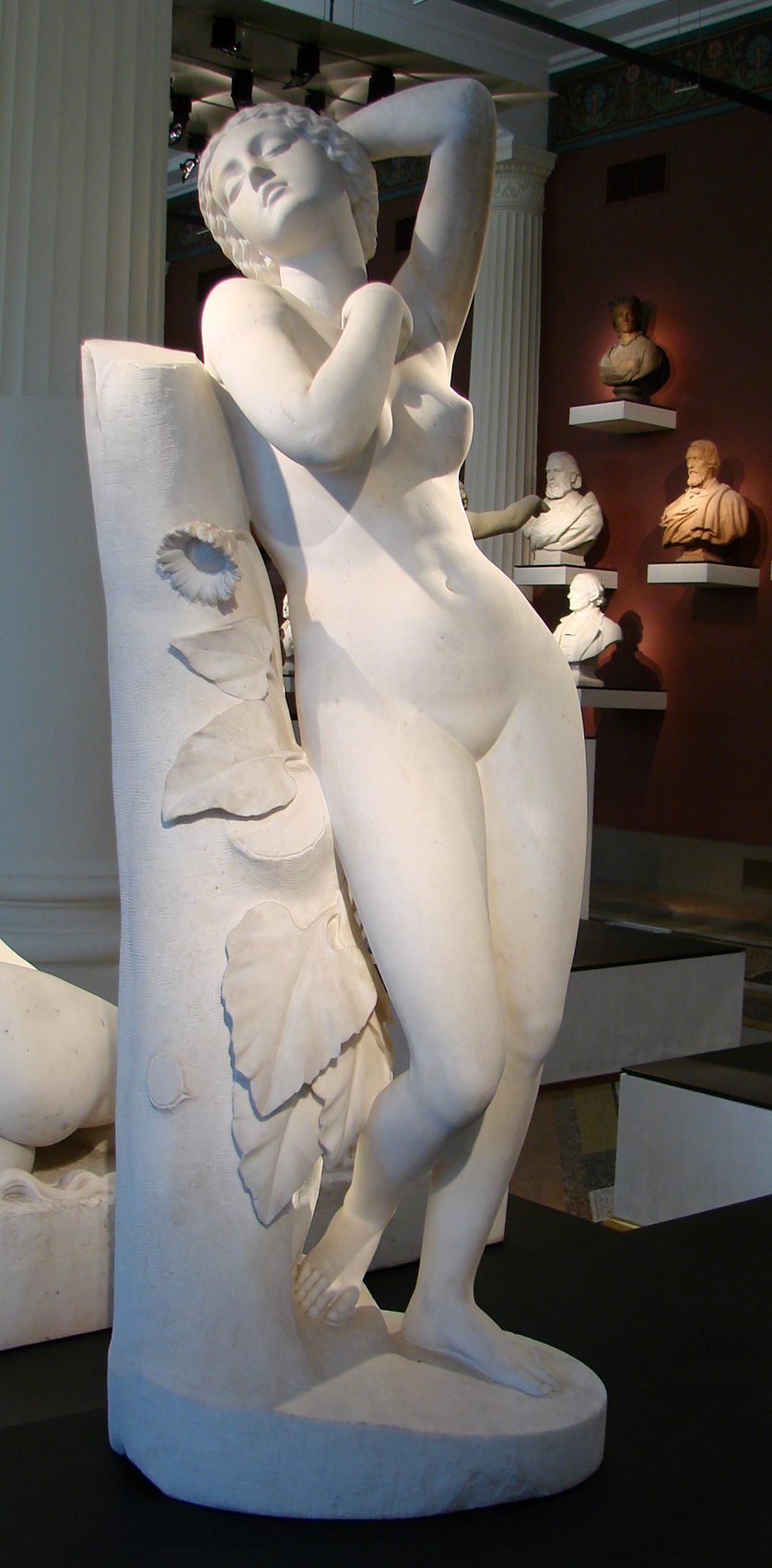
Beeld van Clytia in het Museum van Picardië.

Clytia of Clytie was een van de drieduizend Oceaniden uit de Griekse mythologie, een dochter van Tethys en Oceanus. De god Apollon werd verliefd op haar, maar liet haar in de steek voor de nimf Leucothea. In haar woede bracht ze de vader van Leucothea, Orchamus, op de hoogte van de affaire, die zijn dochter levend liet begraven omdat ze geen maagd meer was. Clytia zat daarna negen dagen lang op een rots, Apollon - die de zon personifieerde - volgend langs de hemel, totdat ze veranderd werd in een zonnebloem.

## Gerelateerd onderwerp
- Oceaniden